# Ека і козеня (мультфільм, 1978)
«Ека і козеня» (рос. «Эка и козленок») — грузинський радянський мальований мультфільм 1978 року кінорежисера Отара Андронікашвілі.